# Distretto di Hhohho
Il distretto di Hhohho è il più settentrionale dei quattro distretti dell'eSwatini. Il suo capoluogo è Mbabane, che è anche capitale del Paese.

## Geografia antropica

### Suddivisioni amministrative
Il distretto è suddiviso nei 14 seguenti tinkhundla:
- Inkhundla Hhukwini. Imiphakatsi: Dlangeni, Lamgabhi.
- Inkhundla Lobamba. Imiphakatsi: Elangeni, Ezabeni, Ezulwini, Lobamba, Nkanini.
- Inkhundla Madlangempisi. Imiphakatsi: Ebulanzeni/Buhlebuyeza, Emzaceni, Kadvokolwako, Kaguquka, Kazandondo.
- Inkhundla Maphalaleni. Imiphakatsi: Emcengeni, Emfeni, Entsanjeni, Esitseni, Kasiko, Mabeleni, Madlolo, Maphalaleni, Nsingweni.
- Inkhundla Mayiwane. Imiphakatsi: Emfasini, Herefords, Mavula, Mkhuzweni, Mkhweni.
- Inkhundla Mbabane Est. Imiphakatsi: Corporation, Fonteyn, Gobholo, Maqobolwane, Mcozini, Mncitsini, Mntulwini, Sidwashini.
- Inkhundla Mbabane Ovest. Imiphakatsi: Mbabane I, Mbabane II, Mbabane III, Mbabane IV, Mbabane V, Mbabane VI, Bahai, Mangwaneni.
- Inkhundla Mhlangatane. Imiphakatsi: Mangweni, Manjengeni, Mavula, Malibeni, Mpofu, Ndvwabangeni, Nhlanguyavuka, Nyakatfo, Sidwashini, Zinyane.
- Inkhundla Motjane. Imiphakatsi: Ekupheleni, Esigangeni, Luhlendlweni, Mantabeni, Motjane, Mpolonjeni, Sipocosini.
- Inkhundla Ndzingeni. Imiphakatsi: Bulandzeni, Emgungunlovu, Emvuma, Ludlawini, Ndzingeni, Ngowane, Nkamanzi.
- Inkhundla Nkhaba. Imiphakatsi: Ejubukweni, Ekuvinjelweni, Emdzimba, Nkaba.
- Inkhundla Ntfonjeni. Imiphakatsi: Hhelehhele, Kandwandwe, Lomshiyo, Mashobeni, Mshingishingini, Mvembili, Vusweni.
- Inkhundla Piggs Peak. Imiphakatsi: Bulembu, Ekwakheni, Enginamadolo, Ensangwini, Kamkhweli, Luhhumaneni.
- Inkhundla Timpisini. Imiphakatsi: Kahhohho, Mashobeni, Mvembili, Ndlalambi/Ludzibini.